# Cavite
Cavite (tiếng Filipino: Kabite) là một tỉnh của Philippines nằm ở phía nam của vịnh Manila. Về hành chính, tỉnh thuộc vùng CALABARZON của Luzon và cách thủ đô Manila 30 km về phía nam. Cavite giáp với Laguna về phía đông, Vùng thủ đô Manila về phía đông bắc và Batangas về phía nam, phía tây là Biển Đông.

## Hành chính

### Thành phố
Tỉnh gồm có 4 thành phố và 19 đô thị tự trị
| Thành phố                | Số Barangay | Dân số (2007) | Diện tích (km²) | Mật độ (per km²) | Thị trưởng               |
| ------------------------ | ----------- | ------------- | --------------- | ---------------- | ------------------------ |
| Dasmariñas               | 76          | 556,330       | 90.1            | 6,175/km²        | Jennifer A. Barzaga      |
| Trece Martires           | 13          | 144,131       | 49.10           | 2,935.5/km²      | Melandres G. de Sagun    |
| Cavite                   | 84          | 104,581       | 10.89           | 9,603/km²        | Romeo G. Ramos           |
| Tagaytay                 | 34          | 61,623        | 66.1            | 932/km²          | Abraham N. Tolentino     |
| Đô thị tự trị            | Số Barangay | Dân số (2007) | Diện tích (km²) | Mật độ (per km²) | Thị trưởng đô thị        |
| Bacoor                   | 73          | 441,197       | 52.40           | 20,073/km²       | Strike B. Revilla        |
| Imus                     | 97          | 253,158       | 171.66          | 1,475/km²        | Homer T. Saquilayan      |
| Silang                   | 64          | 234,285       | 209.4           | 952/km²          | Clarito A. Poblete       |
| General Trias            | 33          | 218,387       | 81.46           | 2,680.9/km²      | Luis A. Ferrer IV        |
| Tanza                    | 41          | 206,178       | 78.24           | 2,635.2/km²      | Marcus Ashley C. Arayata |
| General Mariano Alvarez  | 27          | 136,613       | 11.40           | 11,983/km²       | Leonisa Joana B. Virata  |
| Rosario                  | 20          | 94,228        | 38.16           | 11,491/km²       | Jose M. Ricafrente Jr.   |
| Naic                     | 30          | 87,058        | 76.24           | 1,142/km²        | Edwina P. Mendoza        |
| Kawit                    | 23          | 76,405        | 22.86           | 3,342/km²        | Reynaldo B. Aguinaldo    |
| Carmona                  | 14          | 68,135        | 40.24           | 1,693/km²        | Dahlia A. Loyola         |
| Indang                   | 36          | 60,755        | 74.90           | 811.1/km²        | Bienvenido V. Dimero     |
| Alfonso                  | 32          | 47,973        | 72.60           | 660.8/km²        | Virgilio P. Varias       |
| Noveleta                 | 16          | 46,336        | 16.43           | 2,392/km²        | Enrico M. Alvarez        |
| Amadeo                   | 26          | 43,000        | 46.90           | 676/km²          | Benjarde A. Villanueva   |
| Maragondon               | 27          | 33,604        | 127.04          | 264.5/km²        | Mon Anthony D. Andaman   |
| Mendez                   | 25          | 26,757        | 43.27           | 618.4/km²        | Manuel L. Romera         |
| Ternate                  | 10          | 20,457        | 54.70           | 374/km²          | Lamberto D. Bambao       |
| Magallanes               | 16          | 18,890        | 73.07           | 258.5/km²        | Edwin B. Sisante         |
| General Emilio Aguinaldo | 14          | 17,818        | 42.13           | 422.9/km²        | Bienvenido P. Belostrino |

## Lịch sử
Cavite được coi là "Thủ đô lịch sử của Philippines". Đây là cái nôi của cuộc Cách mạng Philippines, nơi khai sinh ra nước Philippines độc lập.
Vào thời Đệ nhị Thế chiến năm 1942, quân đội Đế quốc Nhật Bản tiến chiếm Cavite nhưng gặp sự kháng cự của quân dân địa phương. Các sư đoàn 4, 41, 42, 43, 45, 46 của quân đội Lãnh thổ Philippines cùng với quân du kích địa phương do Đại tá Mariano Castañeda chỉ huy đã gây không ít trở ngại cho quân Nhật. Cavite được quân Đồng minh giải phóng vào giai đoạn cuối Đệ nhị Thế chiến năm 1945.

## Nhân khẩu

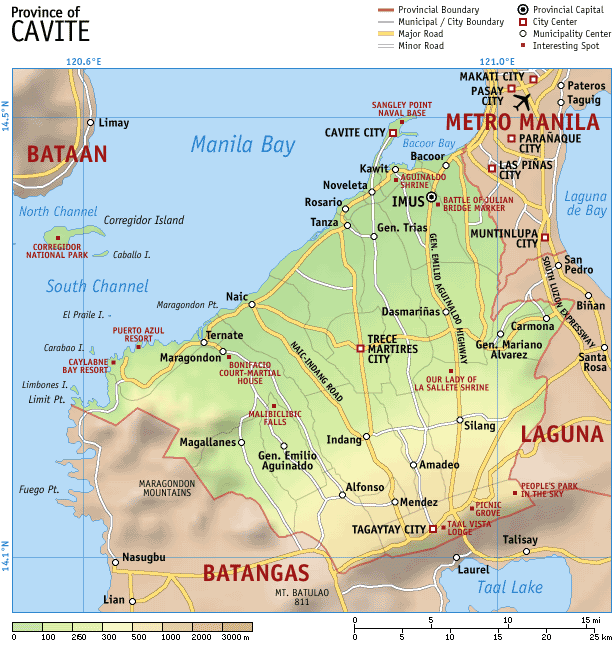
Bản đồ Cavite

Cavite có tổng cộng 2.856.756 người theo thống kê năm 2007 với một diện tích chỉ là 1.512,4 km² khiến tỉnh trở thành tỉnh đông dân nhất và có mật độ dân số cao thứ hai trong cả nước. Quá trình tăng dân số bắt đầu từ năm 1990 khi tỉnh bước vào quá trình công nghiệp hóa. Các nhà đầu tư bắt đầu thiết lập các cơ sở kinh doanh của mình trong tỉnh đã lôi cuốn người nhập cư để tìm cơ hội phát triển. Từ khi tiến gần Vùng thủ đô Manila, người dân làm việc trong vùng đô thị này có thể lựa chọn sinh sống tại tỉnh nhà với gia đình họ. Mức tăng tự nhiên cũng góp phần làm tăng dân số. Tháng 1/2011, Cavitr ước tính dân số trong tỉnh đã lên tới 3,3 triệu người với mật độ là 2.182 người/km².
Trong số các thành phố và đô thị tự trị tại Cavite, thành phố Dasmariñas có dân số lớn nhất với 556.330 người trong khi |General Emilio Aguinaldo ít dân nhất với chỉ 17.818 người. Cavite là trung tâm của quá trình đô thị hóa nhanh chóng tại Philippines. Về mặt chính thức, dân số thành thị lên tới 90,69% trong khi dân số nông thôn là 9,21%. Việc đô thị hóa kéo theo việc thiết lập các cơ sở thương mại, dịch vụ và tiện nghi.
Ngôn ngữ chính được sử dụng là tiếng Tagalog, tiếng Chabacano và tiếng Anh. Chabacano, có lúc cũng được gọi là Chavacano là một thứ tiếng bồi xuất phát từ đa số những người Caviteños sinh sống ở thành phố Cavite và Ternate sau khi người Tây Ban Nha đến ba thế kỷ trước. Khoảng 30.000 người Caviteños nói tiếng Chabacano. Vì nhiều người dân ở vùng thủ đô Manila có xu hướng chuyển sang những tỉnh lân cận nên hiện nay trong tỉnh cũng đã xuất hiện một số người sử dụng tiếng Bikol, tiếng Cebuano, tiếng Ilokano.
Theo các số liệu thống kê, 70% dân cư trong tỉnh theo Công giáo La Mã trong khi phần còn lại chủ yếu theo các giáo phái Tin Lành.

## Kinh tế
Cavite là một trong những tỉnh phát triển nhanh nhất trong cả nước do có vị trí gần gũi với Vùng thủ đô Manila. Nhiều công ty đã mở các nhà máy chế tạo trong một số khu công nghiệp trong tỉnh.
Năm 2003, có 31 khu công nghiệp trong tỉnh. Tổng cộng có 973 nhà đầu tư đã rót vốn cho các hoạt động đầu tư của họ trong việc thành lập 718 cơ sở công nghiệp. Hầu hết các nhà đầu tư tạo dựng quan hệ làm ăn với các đối tác người Philippines với nhiều cấp đọ khác nhau.
Từ năm 1990, chính quyền tỉnh đã phát động một cuộc Cách mạng thứ hai với công nghiệp hóa là một trong các đột phá. Cavite trở thành một địa điểm được ưa thích với cả các nhà đầu tư trong và ngoài nước. Việc công nghiệp hóa nhanh chóng đã biến đổi Cavite thành một Cavite thành một khu vực công thương chủ yếu tại CALABARZON.

## Du lịch

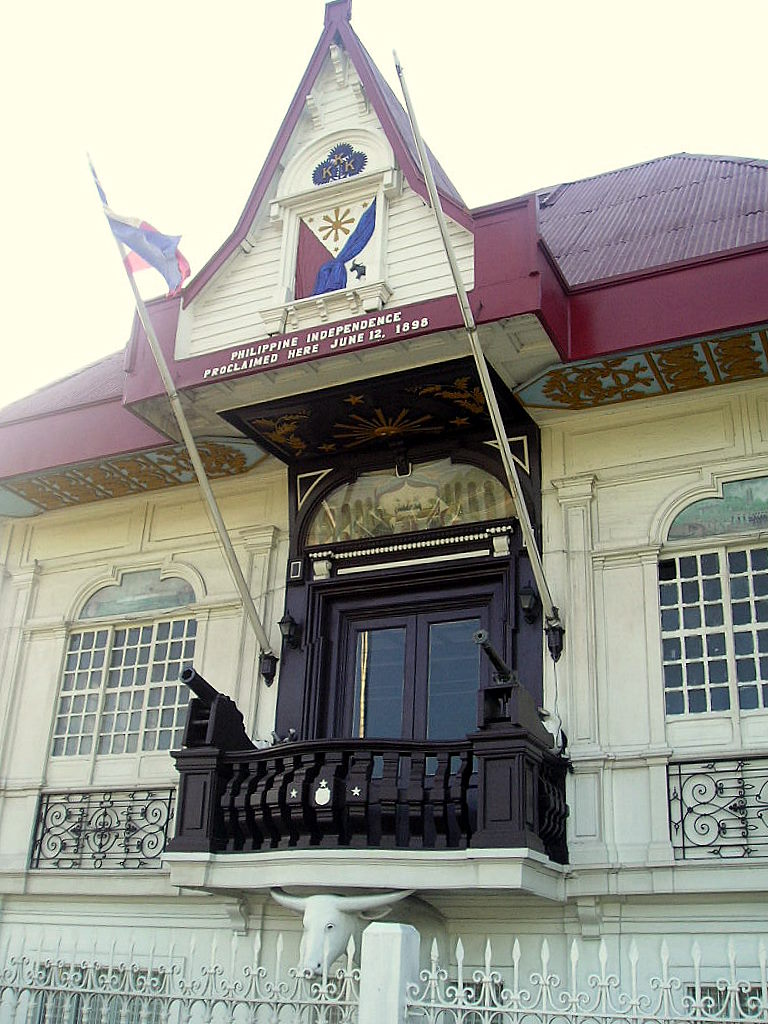
Aguinaldo, nơi khai sinh ra nước Philippines độc lập

Cavite là một tỉnh có nhiều di tích lịch sử và thắng cảnh. Thành phố Tagaytay là một tring tâm du lịch chủ yếu. Nhà lưu niệm và bảo tàng Aguinaldo là nơi tuyên bố độc lập cho Philippines nagỳ 12/06/1898 bởi Aguinaldo, vị tổng thống đầu tiên của Philippines.
Corregidor là một pháo đài nơi các lược lượng Hoa Kỳ và Philippines đã tiến hành các hoạt động chống lại quân xâm lược Nhật Bản năm 1942. Đảo trở thành một địa điểm du lịch với sự thu hút của những đường hầm, pháo và các công trình quân sự vẫn được bảo quản tốt.

## Giao thông
Mạng lưới đường bộ tại Cavite có tổng cộng 1.973 km. Trong đó 407,7 km là đường quốc lộ được đổ bê tông hoặc trải nhựa và tương đối tốt tuy nhiên còn nhiều nơi cần phải sửa chữa. Mạng lưới tỉnh lộ dài xấp xỉ 335,1 km, hầu hết được làm bằng bê tông, còn lại được rải nhữa hoặc chỉ được rải sỏi đá. Các tuyến đường liên huyện, liên thị được trải bê tông trong khi các tuyến đường liên xã có 46,7% được đổ bê tông và trải nhựa và 53,3% là đường đất hay được trải sỏi đá.
Có ba tuyến đường chính chạy qua tỉnh là: Xa lộ Aguinaldo chạy từ bắc đến nam tỉnh, Governor's Drive chạy từ đông sang tây còn Xa lộ Soriano chạy dọc các thị trấn ven biển ở phía tây.